# João Oliveira
João Pedro Abreu de Oliveira (Nyon, 1996. január 6.) svájci korosztályos válogatott labdarúgó, a Arka Gdynia játékosa

## Pályafutása

### Klubcsapatokban
A Gingins, a Stade Nyon, a Basel és a Luzern korosztályos csapataiban nevelkedett, utóbbiban lett profi labdarúgó. 2015 nyarán felkerült a Luzern első csapatába. Július 18-án mutatkozott be a bajnokságban a Sion ellen. Augusztus 16-án góllal debütált a kupában a Servette ellen. Május 31-én 2017. június 30-ig aláírta első profi szerződését a klubbal. 2016. augusztus 21-én az első bajnoki gólját szerezte meg a Thun ellen 3–0ra megnyert találkozón. December 22-én kétévvel meghosszabbította szerződését a klubbal. 2017. augusztus 15-én vételi opcióval kölcsönbe került a lengyel Lechia Gdańsk csapatához. Augusztus 18-án mutatkozott be a bajnokságban a Sandecja Nowy Sącz ellen 3–2-re elvesztett mérkőzésen. A következő bajnoki mérkőzésén megszerezte első gólját a Wisła Kraków ellen. 2018. június 21-én háromévre írt alá a Lausanne-Sport csapatához. Július 20-án az SC Kriens ellen debütált a bajnokságban. December 2-án az Aarau ellen 2–2-re végződő bajnoki találkozón megszerezte az első gólját új csapatában.
A 2020–21-es szezonban a portugál Cova da Piedade csapatának volt a játékosa. 2021. augusztus 20-án ingyen szerződtette a Leixões, kétévre. 2023. június 27-én jelentette be a szerződtetését a magyar Debreceni VSC, július 1-től csatlakozik a klubhoz.

### A válogatottban
Portugál származású, de korosztályos szinten a svájci ifjúsági válogatottakban szerepelt. A 2013-as U17-es labdarúgó-Európa-bajnokságon három mérkőzésen lépett pályára.

## Statisztika
2022. május 29-én frissítve.
| Klub                    | Szezon   | Bajnokság        | Bajnokság | Bajnokság | Kupa  | Kupa  | Ligakupa | Ligakupa | Nemzetközi | Nemzetközi | Összesen | Összesen |
| Klub                    | Szezon   | Osztály          | Mérk.     | Gólok     | Mérk. | Gólok | Mérk.    | Gólok    | Mérk.      | Gólok      | Mérk.    | Gólok    |
| ----------------------- | -------- | ---------------- | --------- | --------- | ----- | ----- | -------- | -------- | ---------- | ---------- | -------- | -------- |
| Luzern II               | 2013–14  | 1. Liga Gr. 2    | 6         | 0         | 0     | 0     | –        | –        | –          | –          | 6        | 0        |
| Luzern II               | 2013–14  | 1. Liga Gr. 2    | 21        | 6         | 0     | 0     | –        | –        | –          | –          | 21       | 6        |
| Luzern II               | 2014–15  | 1. Liga Gr. 2    | 10        | 3         | 0     | 0     | –        | –        | –          | –          | 10       | 3        |
| Luzern II               | 2015–16  | 1. Liga Gr. 2    | 3         | 5         | 0     | 0     | –        | –        | –          | –          | 3        | 5        |
| Luzern II               | 2016–17  | 1. Liga Gr. 2    | 1         | 2         | 0     | 0     | –        | –        | –          | –          | 1        | 2        |
| Luzern II               | Összesen | Összesen         | 41        | 16        | 0     | 0     | 0        | 0        | 0          | 0          | 41       | 16       |
| Luzern                  | 2015–16  | Super League     | 16        | 0         | 1     | 1     | –        | –        | –          | –          | 17       | 1        |
| Luzern                  | 2016–17  | Super League     | 15        | 2         | 2     | 1     | –        | –        | 1          | 0          | 18       | 3        |
| Luzern                  | 2017–18  | Super League     | 1         | 0         | 0     | 0     | –        | –        | 1          | 0          | 2        | 0        |
| Luzern                  | Összesen | Összesen         | 32        | 2         | 3     | 2     | 0        | 0        | 2          | 0          | 37       | 4        |
| Lechia Gdańsk (kölcsön) | 2017–18  | Ekstraklasa      | 19        | 3         | 0     | 0     | –        | –        | –          | –          | 19       | 3        |
| Lechia Gdańsk (kölcsön) | Összesen | Összesen         | 19        | 3         | 0     | 0     | 0        | 0        | 0          | 0          | 19       | 3        |
| Lausanne-Sport          | 2018–19  | Challenge League | 30        | 3         | 2     | 0     | –        | –        | –          | –          | 32       | 3        |
| Lausanne-Sport          | 2019–20  | Challenge League | 33        | 1         | 4     | 0     | –        | –        | –          | –          | 37       | 1        |
| Lausanne-Sport          | Összesen | Összesen         | 63        | 4         | 6     | 0     | 0        | 0        | 0          | 0          | 69       | 4        |
| Cova da Piedade         | 2020–21  | Liga Sabseg      | 25        | 4         | 1     | 1     | –        | –        | –          | –          | 26       | 5        |
| Cova da Piedade         | Összesen | Összesen         | 25        | 4         | 1     | 1     | 0        | 0        | 0          | 0          | 26       | 5        |
| Leixões                 | 2021–22  | Liga Sabseg      | 26        | 3         | 1     | 0     | –        | –        | –          | –          | 27       | 3        |
| Leixões                 | 2022–23  | Liga Sabseg      | 28        | 3         | 3     | 3     | 4        | 0        | –          | –          | 35       | 6        |
| Leixões                 | Összesen | Összesen         | 54        | 6         | 4     | 3     | 4        | 0        | 0          | 0          | 62       | 9        |
| Debreceni VSC           | 2023–24  | NBI              | 0         | 0         | 0     | 0     | –        | –        | 0          | 0          | 0        | 0        |
| Debreceni VSC           | Összesen | Összesen         | 0         | 0         | 0     | 0     | 0        | 0        | 0          | 0          | 0        | 0        |
| Összesen                | Összesen | Összesen         | 234       | 35        | 14    | 6     | 4        | 0        | 2          | 0          | 254      | 41       |

## Külső hivatkozások
- João Oliveira adatlapja a(z) MLSZ weboldalán (magyarul)
- João Oliveira adatlapja a(z) Svájci Super League weboldalán (németül)
- João Oliveira adatlapja a Transfermarkt oldalon (angolul)
- João Oliveira adatlapja a Soccerway oldalon (angolul)
- João Oliveira a 90minut.pl oldalon (lengyelül)